# Lac Mathieu (rivière Mathieu)
Pour les articles homonymes, voir Mathieu et Lac Mathieu.
Le lac Mathieu est un plan d'eau douce traversé par la rivière Mathieu laquelle est un affluent de la rive Nord du réservoir Gouin, dans le territoire de la ville de La Tuque, dans la région administrative de la Mauricie, dans la province de Québec, au Canada.
Ce lac de la partie Nord du réservoir Gouin chevauche les cantons de Mathieu et de McSweeney.
La foresterie constitue la principale activité économique du secteur. Les activités récréotouristiques, en second.
Le bassin versant du lac Mathieu est desservi indirectement du côté Nord par la route 212 reliant le village d’Obedjiwan à la rive Est du réservoir Gouin ; cette route permet l’accès au lac Toussaint (réservoir Gouin) et aux diverses baies de la rive Nord-Est du réservoir Gouin. Quelques routes forestières secondaires ont été aménagées sur la rive Nord-Nord du réservoir Gouin pour la coupe forestière et les activités récréatives.
La surface du lac Mathieu est habituellement gelée de la mi-novembre à la fin avril, toutefois la circulation sécuritaire sur la glace se fait généralement du début décembre à la fin de mars. La gestion des eaux au barrage Gouin peut entrainer des variations significatives du niveau de l’eau particulièrement en fin de l’hiver où l’eau est abaissée en prévision de la fonte printanière.

## Géographie
Les principaux bassins versants voisins du lac Mathieu sont :
- côté nord : rivière Mathieu, lac Kamirakatcociwok, lac Baptiste, rivière Kakospictikweak, rivière Wawackeciw ;
- côté est : lac Omina, baie Verreau, ruisseau Verreau, lac Magnan (réservoir Gouin) ;
- côté sud : lac Kawawiekamak, lac McSweeney, lac Marmette (réservoir Gouin) ;
- côté ouest : baie Eskwaskwakamak, baie Wapisiw, rivière Toussaint.

D’une longueur de 5,3 km (orientée vers le Sud-Ouest) et d’une largeur maximale de 1,0 km, le lac Mathieu comporte les principales baies suivantes (sens horaire) :
- baie de l’Ouest (longueur : 0,5 km) ;
- baie du Nord-Est (longueur : 0,4 km) laquelle reçoit la décharge (venant du Nord) de la partie Nord de la rivière Mathieu ;
- baie du Sud-Est (longueur : 1,4 km, orientée vers le Sud-Ouest) au centre de la rive Sud-Est du lac ;
- baie de l’embouchure (longueur : 1,0 km, orientée vers le Sud) ;

L’embouchure du lac Mathieu est localisée au Sud-Ouest du lac, soit à :
- 16,3 km au Nord de la confluence du lac McSweeney et de la baie Marmette Sud ;
- 13,4 km au Nord-Est du centre du village de Obedjiwan ;
- 70 km au Nord-Ouest du barrage Gouin ;
- 122,5 km au Nord-Ouest du centre du village de Wemotaci (rive Nord de la rivière Saint-Maurice) ;
- 211 km au Nord-Ouest du centre-ville de La Tuque ;
- 317 km au Nord-Ouest de l’embouchure de la rivière Saint-Maurice (confluence avec le fleuve Saint-Laurent à Trois-Rivières)[1].

À partir de l’embouchure du lac Mathieu, le courant coule sur 77,2 km vers l’Est, puis vers le Sud-Est, jusqu’au barrage Gouin, en traversant notamment, le lac Mathieu, le lac Nevers, le lac Brochu et la baie Kikendatch.
À partir de ce barrage, le courant emprunte la rivière Saint-Maurice jusqu’à Trois-Rivières où il se déverse sur la rive Nord du fleuve Saint-Laurent.

## Toponymie
Le toponyme "Lac Mathieu " a été officialisé le 5 décembre 1968 par la Commission de toponymie du Québec, soit à la création de cette commission.